# BMW R 25
La BMW R 25 est un modèle de motocyclette monocylindre de BMW qui a remplacé au début des années 1950 le modèle R 24 (12 ch), dont le prédécesseur, la R 23, avait été construit de 1938 à 1940 (10 ch à 5 400 tr/min). La BMW R 25 développait également 12 ch. Sur la base de ce concept (monocylindre vertical, moteur installé longitudinalement, entraînement par cardan, cylindrée de 250 cm³), BMW a construit plusieurs modèles modernisés jusqu'en 1965.
La BMW R 25 est sortie en 3 versions :
R25
- Années de production    = 1950 - 1951
- Production              = 23 400
- Alimentation            = Carburateur Bing de ∅22 mm
- Roue avant              = 19 x 2,25
- Roue arrière            = 19 x 2,25
- Hauteur de selle        = 710 mm
- Poids à sec             = 140 kg
- Vitesse maximale        = 97 km/h
- Prix à sa sortie        = 1750 DM

R25/2
- Années de production    = 1951 - 1954
- Production              = 38 651
- Alimentation            = Carburateur Bing de ∅22 mm ou SAWE ∅22mm
- Roue avant              = 19 x 2,25
- Roue arrière            = 19 x 2,25
- Hauteur de selle        = 730 mm
- Poids à sec             = 142 kg
- Vitesse maximale        = 105 km/h
- Prix à sa sortie        = 1990 DM

R25/3
- Années de production    = 1953 - 1956
- Production              = 47 700
- Alimentation            = Carburateur Bing de ∅24 mm ou SAWE ∅24mm
- Roue avant              = 18 x 2,25
- Roue arrière            = 18 x 2,25
- Hauteur de selle        = 730 mm
- Poids à sec             = 150 kg
- Vitesse maximale        = 119 km/h
- Prix à sa sortie        = 2060 DM

## Histoire
Peu de temps après le début de la production de la R 24 en décembre 1948, la R 25 fut présentée au conseil d'administration de BMW le 16 février 1949, en tant que développement ultérieur avec suspension de roue arrière. La production en série a commencé en mai 1950 ; elle coûtait 1 750 DM, exactement le même prix que la R 24.
Au total, BMW a fabriqué 23 400 R 25, jusqu'à ce que la moto soit remplacée par la BMW R 25/2 en octobre 1951.

## Technique

### Caractéristiques de construction
Le châssis à double tube est soudé en tubes d'acier avec des têtes sphériques montées à droite dans le sens de la marche pour le montage du side-car. Le LS 200 de Steib était un side-car approprié, mais il nécessitait un rapport de démultiplication différent pour l'entraînement à cardan et un compteur de vitesse différent de celui du fonctionnement en solo. Une bavette incurvée a été incorporée dans la tôle d'acier du garde-boue avant. Le bloc moteur, tout comme la transmission et la transmission de l'essieu arrière, sont en fonte d'aluminium. Le pot d'extrémité du silencieux est fixé directement sur le châssis à l'aide de supports métalliques.

### Moteur
Le moteur monocylindre à quatre temps installé longitudinalement est doté d'un arbre à cames latéral et de pare-chocs coulissant dans des tubes d'acier chromé à l'extérieur, à côté du cylindre en fonte grise. Ceux-ci actionnent les culbuteurs dans la culasse en fonte d'aluminium, qui à leur tour actionnent les soupapes en tête. Comme l'axe de piston, les culbuteurs sont montés dans des bagues en bronze. L'arbre à cames est entraîné par le vilebrequin via une simple chaîne. La pompe à huile est une pompe à engrenages située dans le carter d'huile et entraînée par l'arbre à cames via une vis sans fin (réduction).
La génératrice à courant continu, encapsulée et résistant aux éclaboussures, et le régulateur de charge pour l'accumulateur au plomb se trouvent sur le bout avant du vilebrequin, derrière le couvercle en tôle d'acier. Le lourd volant d'inertie (avec la marque de calage de l'allumage visible dans le trou d'inspection), monté sur le bout de vilebrequin arrière, accueille l'embrayage monodisque à sec. L'embrayage est actionné via un palier de butée et une tige de poussée traversant l'arbre principal de transmission creux. Le carburateur est un carburateur Bing à chambre à flotteur de 22 mm (modèle : 1/22/28) avec une aiguille conique dans la glissière ronde. L'élément du filtre à air humide est situé directement sur le carburateur. Le filtre d'aspiration est un treillis en acier humidifié avec de l'huile à laquelle adhère la poussière. Le filtre à air n'est pas changé pour l'entretien, mais plutôt lavé avec de l'essence et réhumidifié avec de l'huile, tous les 1 000 kilomètres selon le manuel.

### Transmission
La transmission nécessite un élément élastique de couple en sortie. Dans ce modèle, un disque à quatre trous en caoutchouc noir (disque dur) est poussé sur la bride à deux doigts de la transmission, qui transfère le couple de l'arbre de sortie de la transmission au support à deux doigts de l'arbre à cardan. Comme pour les modèles successeurs, ce disque Hardy est équipé d'un anneau circonférentiel en acier chromé pour des raisons de stabilité. L'arbre à cardan de la roue arrière est chromé brillant et fonctionne librement. Le joint universel de l'arbre à cardan fixé au renvoi d'angle est recouvert d'un capuchon à vis en aluminium pour le protéger de la poussière. Un caoutchouc d'étanchéité qui tourne avec l'arbre s'appuie contre ce bouchon à vis et empêche la saleté de pénétrer dans le joint de cardan. L'engrenage angulaire dans le corps en fonte d'aluminium est équipé d'un engrenage conique (déviation de 90°) pour garantir un fonctionnement fluide.

### Châssis
La R 25 était équipée de freins à demi-moyeu et de jantes en acier de 19" (freins "can lid"), qui n'atteignaient pas les mêmes valeurs de décélération que les moyeux modernes en aluminium des modèles successeurs R 26 et R 27 avec une surface de freinage plus grande.

## Données techniques
| Données,                       | BMW R 25                      |
| ------------------------------ | ----------------------------- |
| Alésage                        | 68 mm                         |
| Moyeu                          | 68 mm                         |
| Déplacement                    | 247 cm3                       |
| Performances                   | 12 ch (8,8 kW) à 5 600 tr/min |
| Vitesse maximale               | 95 km/h                       |
| Poids à vide                   | 140 kg                        |
| Poids total                    | 290 kg                        |
| Capacité du réservoir (litres) | 12                            |